# Soltanto il mare
Soltanto il mare è un documentario del 2010, diretto dai registi Dagmawi Yimer, Fabrizio Barraco, Giulio Cederna e prodotto in Italia. Il film è presentato da Marco Guadagnino e Alessandro Triulzi con il sostegno della Fondazione lettera27 onlus e realizzato in collaborazione con l'archivio delle memorie migranti Asinitas.
Il documentario è stato girato a Lampedusa nel corso del 2010, periodo nel quale l'isola aveva smesso di fare notizia, ed è stato completato all'inizio del 2011, quando i nuovi approdi di migranti hanno riportato l'isola su tutti i media. Il film propone lo sguardo incrociato di due realtà che a Lampedusa raramente dialogano tra loro: quella di un migrante, il protagonista e regista Dagmawi Yimer, approdato senza visto sulle coste dell'isola nel 2006, e quella dei lampedusani.
Il film vuole essere innanzitutto un omaggio a Lampedusa da parte di chi, come Dagmawi, all'isola deve la sua stessa vita ed è un'occasione per riflettere sul dovere morale di aiutare una terra stretta tra una crisi umanitaria epocale, che non può fronteggiare da sola, una guerra a due passi, la stagione turistica ormai compromessa e una serie di problemi irrisolti che si trascinano da anni.

## Trama
Dagmawi Yimer è approdato a Lampedusa il 30 luglio del 2006, dopo tre giorni di navigazione su una piccola imbarcazione di fortuna. Nei sette giorni che trascorrerà chiuso nell'ex-centro di accoglienza vicino all'aeroporto, non incontrerà nessuno e oltre la rete di recinzione potrà vedere soltanto il via vai degli aerei dei turisti. Qualche anno dopo, intrapreso un percorso da filmmaker, Dag torna a Lampedusa con la videocamera per filmare l'isola che gli ha salvato la vita, parlare con i suoi abitanti, muoversi indisturbato. Filmando gli isolani ha modo di scoprire che Lampedusa è l'opposto di come l'aveva immaginata al suo arrivo. E scopre che sull'isola non nasce più nessuno: anche i giovani lampedusani, in fondo, sono tutti immigrati.

## Critica
Il documentario riceve il premio della sezione "migranti e viaggiatori" Festival di cinema africano di Verona 2010; la giuria motiva il riconoscimento con le parole "La giuria, all'unanimità, ha ritenuto questo film meritevole di segnalazione per aver saputo raccontare attraverso gli occhi poetici di Dagmawi il viaggio di ritorno all'isola che lo aveva visto, nel 2006, approdare come migrante irregolare. Si mette in luce un percorso di integrazione positivo e con sensibilità e attenzione all'ascolto Dagmawi  riesce a cogliere le problematiche degli abitanti dell'isola che, come lui, sono viaggiatori migranti. Ringrazia chi lo ha tratto in salvo da quel mare che separa i due continenti e che porta in sé la possibilità di morte o vita, sia per il protagonista che per gli abitanti di Lampedusa. “Soltanto il mare” è la speranza per loro in un futuro migliore".

## Riconoscimenti
- 2010 - SalinaDocFest
  - Premio del pubblico
- Festival di cinema africano di Verona 2010
  - Premio Miglior film nella sezione migranti e viaggiatori